# Kōichi Mori
Kōichi Mori (jap. 森 晃一, Mori Kōichi; * um 1935) ist ein japanischer Badmintonspieler.

## Karriere
Kōichi Mori wurde 1960 erstmals nationaler Meister in Japan, wobei er im Herrendoppel mit Tsutomu Sawada erfolgreich war. Zwei weitere Titelgewinne folgten im gemeinsamen Herrendoppel 1961 und 1962. Im letztgenannten Jahr waren beide auch bei den japanischen Studentenmeisterschaften erfolgreich.

## Sportliche Erfolge
| Saison | Veranstaltung                   | Disziplin    | Platz | Name                         |
| ------ | ------------------------------- | ------------ | ----- | ---------------------------- |
| 1960   | Japan: Einzelmeisterschaften    | Herrendoppel | 1     | Tsutomu Sawada / Kōichi Mori |
| 1961   | Japan: Einzelmeisterschaften    | Herrendoppel | 1     | Tsutomu Sawada / Kōichi Mori |
| 1962   | Japan: Einzelmeisterschaften    | Herrendoppel | 1     | Tsutomu Sawada / Kōichi Mori |
| 1962   | Japan: Studentenmeisterschaften | Herrendoppel | 1     | Tsutomu Sawada / Kōichi Mori |

## Referenzen
- Japanische Badmintonmeisterschaften 1947-2004 (Memento vom 28. August 2007 im Internet Archive)
- Annual Handbook of the International Badminton Federation, London, 29. Auflage 1971, S. 222–223

| Personendaten    | Personendaten                |
| ---------------- | ---------------------------- |
| NAME             | Mori, Kōichi                 |
| ALTERNATIVNAMEN  | 森 晃一 (japanisch)          |
| KURZBESCHREIBUNG | japanischer Badmintonspieler |
| GEBURTSDATUM     | um 1935                      |